# Charles-Louis de Beauchamp

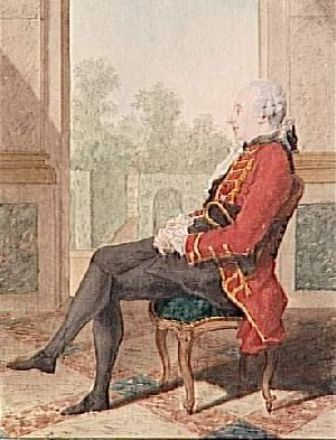
Charles-Louis de Beauchamp, hrabia de Merle, malował Carrogis Louis (1717-1806), zwany Carmontelle w roku 1768

Charles-Louis de Beauchamp, hrabia de Merle – francuski dyplomata żyjący w XVIII wieku.
Jego ojcem był Pierre Beauchamp (1636–1719), francuski tancerz i choreograf na dworze Ludwika XIV.
W latach 1759–1761 Charles-Louis de Beauchamp, hrabia de Merle był ambasadorem Francji w Lizbonie.